# Pigi čaj

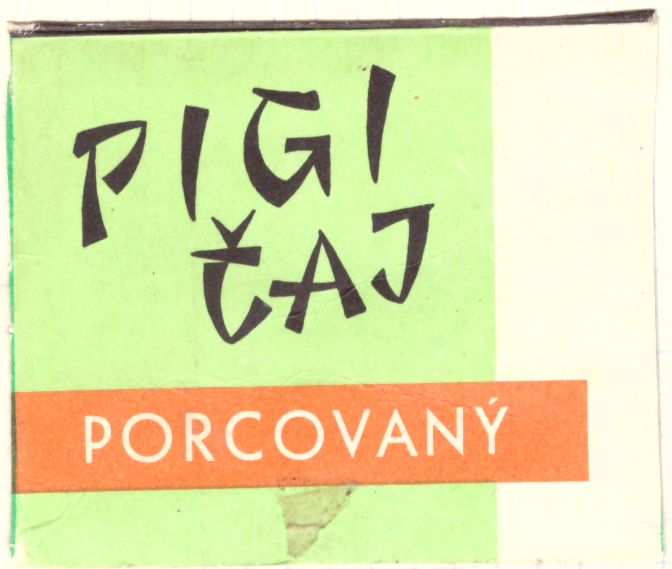
Pigi čaj (1985)

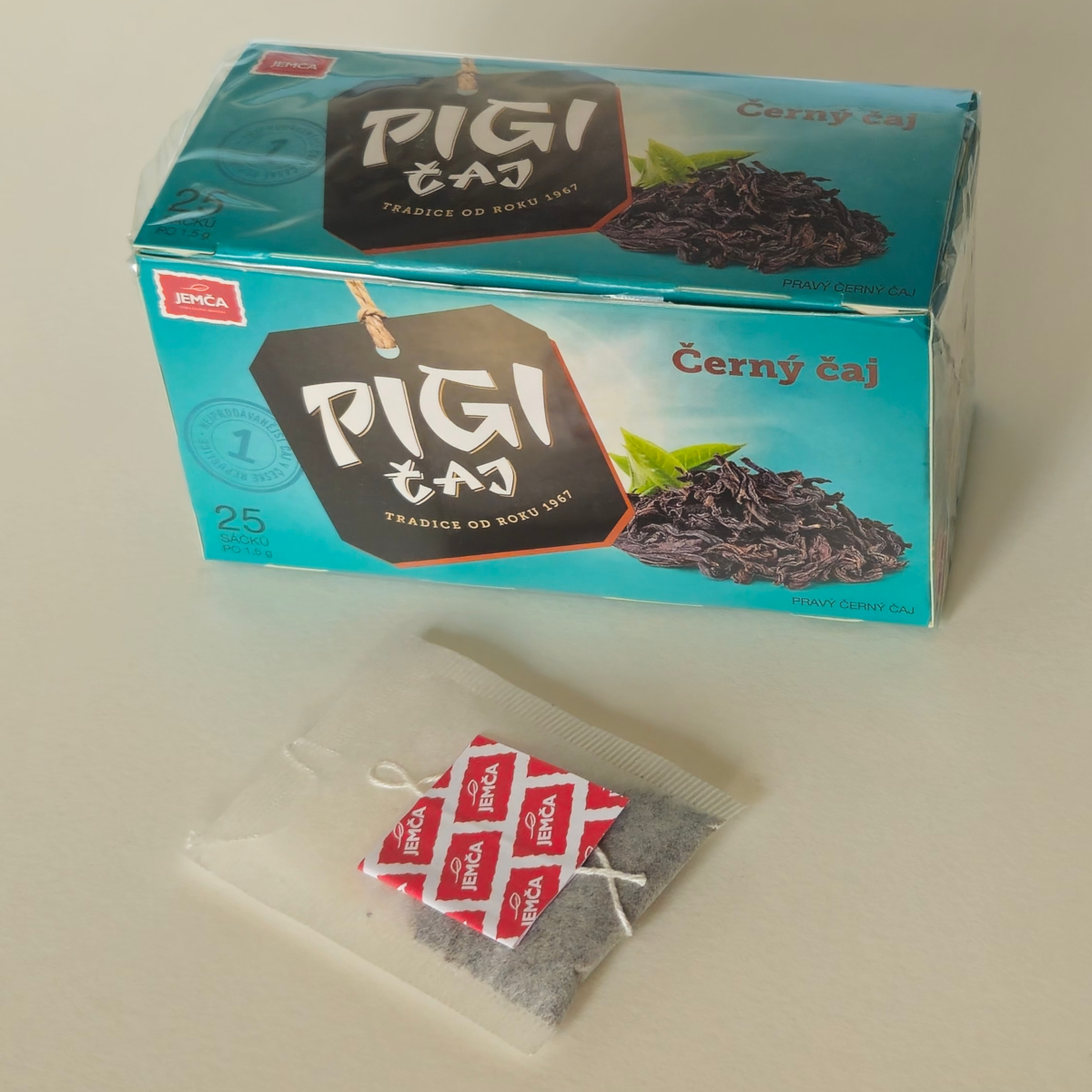
Pigi čaj (2025)

Pigi čaj je značka baleného čaje používaná v bývalém Československu. Jednalo se o první porcovaný čaj v Československu, na trh přišel v roce 1967. V socialismu tento čaj prakticky neměl konkurenci, později se kromě něj ve stejném závodě vyráběl ještě Klub čaj. Značka čaje Pigi je v České republice velmi silná. V roce 2019 byl nejprodávanější značkou baleného čaje v České republice.

## Název
Traduje se historka, že když vedení tehdejší jemnické pobočky Státního podniku Balírny Obchodu Praha po návratu z Anglie přemýšlelo, jak nový čaj pojmenovat, inspirovali se názvem nejprodávanějšího britského čaje – PG (čteno [pí dží]). Všeobecně se však zmiňuje, že název Pigi je zkratkou začínajících písmen určitého lístku a pupenu z čajovníku – Pekoe Golden. Samotný název pro britský čaj prodávaný dnes pod značkou PG Tips vznikl zkrácením jeho původního názvu Pre-Gestee.

## Výroba
Na podzim 2020 Pigi čaj v České republice vyrábí společnost Jemča v Jemnici (JEMnický ČAj). Na Slovensku je Pigi čaj produkován společností Baliarne obchodu a.s. Poprad (Popradský čaj), která byla původně druhým balicím provozem Jemči. Česká produkce Pigi čaje se nesmí dovážet na slovenský trh a slovenská produkce Pigi čaje na trh český. Oba výrobci nabízejí více variant Pigi čaje v produktové řadě Pigi (např. Pigi s citronem).

## V kultuře
Popularitu čaje dokladuje i hit hudební skupiny Velkopopovická Kozlovka „Čaj Pigi“ v 70. letech 20. století.